# 詹姆斯·沃林顿
詹姆斯·沃林顿（英語：James Wallington，1944年7月28日—1988年4月20日），美国男子拳击运动员。他曾代表美国参加1968年夏季奥林匹克运动会拳击比赛，获得一枚铜牌。他也曾参加1967年泛美运动会。